# Templum Domini
Ne doit pas être confondu avec Maison du Temple de Jérusalem.
Le Templum Domini, le temple du Seigneur, était le nom donné par les Templiers au dôme du Rocher après la prise de Jérusalem par la première croisade et ce jusqu'en 1187.
Après la conquête de Jérusalem, le dôme du Rocher a été donné à des chanoines de saint Augustin, qui le transformèrent en église tandis que la mosquée al-Aqsa était convertie en palais royal. 
Les Templiers pensaient que le dôme du Rocher étaient le site du Temple de Salomon ; un peu plus tard, ils ont établi leur quartier principal dans la mosquée Al-Aqsa qui se trouve à côté, ceci perdura pendant la plus grande partie du XIIe siècle.
La rotonde du dôme du Rocher a été représentée sur les sceaux des Chevaliers du Temple des maîtres de l'Ordre (comme Évrard des Barres et Renaud de Vichiers), et il est devenu le modèle architectural pour un grand nombre d'églises des Templiers à travers l'Europe.

## Angleterre et Écosse
Ne doit pas être confondu avec Ordre du Temple.
L'ordre religieux du Temple de notre seigneur ((la) : Ordo Templum Domini), qui est parfois confondu avec les Templiers, obéissait à la règle de saint Augustin et fit l'objet de donations notamment en Angleterre et en Écosse.
Après la perte de Jérusalem en 1187, le principal prieuré de cet ordre religieux se trouvait à North Ferriby dans le Yorkshire,. Édouard II d'Angleterre confirma les possessions de l'ordre en 1319, charte par laquelle on connaît l'étendue de celles-ci au XIVe siècle.
En Écosse, Guillaume le Lion avait fait don de terres près de Carnbee (en) aux « templiers » de North Ferriby. Il ne s'agit pas des templiers mais de cet ordre religieux. Cette donation figurant dans la charte de confirmation précitée.